# クリスタルジャポン
株式会社クリスタルジャポンは、化粧品と健康食品の通販会社。本社所在地は福岡県福岡市中央区赤坂1丁目14番22号

## 主要商品
- 『AGEHADA ラインゼロ』
- 『OtoZ ブースター』
- 『OtoZ エッセンス』
- 『ミネラルファンデーション』